# Steatocranus bleheri
Steatocranus bleheri ist eine Buntbarschart, die bisher nur aus dem Kafubu bekannt ist. Der Kafubu ist ein Fluss im Einzugsbereich des Luapula, dem Quellfluss des Luvua, der wiederum ein rechter Nebenfluss des oberen Kongos im Südosten der Demokratischen Republik Kongo ist.

## Merkmale
Steatocranus bleheri erreicht eine Standardlänge von etwa 7 cm und eine Gesamtlänge von 9 cm. Verglichen mit anderen Steatocranus-Arten ist Steatocranus bleheri relativ hochrückig. Die Schnauze ist kurz, das Stirnprofil ist steil. Ein deutlicher Kopfbuckel wie ihn andere Steatocranus-Arten besitzen fehlt. Die Fische sind grau gefärbt. Auf den Körperseiten sieht man je zwei dunkle Längsstreifen, die hinter den Kiemendeckeln bzw. hinter den Augen beginnen und auf dem Schwanzstiel miteinander verschmelzen. Ein Geschlechtsdimorphismus ist nur wenig ausgebildet. Männchen werden ein wenig größer und die weichstrahligen Abschnitte ihrer Rücken- und Afterflosse sind etwas deutlicher ausgezogen. Die unteren Pharyngealia sind mit durchschnittlich 151 Zähnen besetzt und auf dem unteren Abschnitt des ersten Kiemenbogens befinden sich fünf breite Kiemenrechen. Insgesamt ähnelt Steatocranus bleheri Steatocranus mpozoensis aus dem Mpozo, der östlich von Matadi in den unteren Kongo mündet.
- Flossenformel: Dorsale XX-XXI/7-8, Anale III/6–7.[2]

## Lebensweise
Steatocranus bleheri lebt in kleinen Gruppen mit bis zu 20 Individuen auf dem steinigen Gewässerboden. Über die Fortpflanzungsbiologie ist bisher nichts genaueres bekannt. Wie andere Steatocranus-Arten wird Steatocranus bleheri ein Höhlenbrüter sein, der eine Vater-Mutter-Familie bildet.

## Systematik
Steatocranus bleheri wurde im Jahr 1993 durch Manfred K. Meyer, einem Mitarbeiter des Staatlichen Museums für Tierkunde in Dresden beschrieben und nach dem Ichthyologen Heiko Bleher benannt, der den Holotyp gefangen hat.

## Belege
1. 1 2 3  Anton Lamboj: Die Cichliden des westlichen Afrikas. Verlag: Natur und Tier, 2006, ISBN 386-659000-8, Seite 56.
2. 1 2 3  Steatocranus bleheri auf Fishbase.org (englisch)
3. ↑  Meyer, M.K., 1993. Description of a new Steatocranus species from Luapula River system, Zaire (Teleostei, Perciformes: Cichlidae). Zoologische Abhandlungen, Staatliches Museum für Tierkunde in Dresden, 47(9):113-120.